# Diocesi di Jashpur
La diocesi di Jashpur (in latino Dioecesis Jashpurensis) è una sede della Chiesa cattolica in India suffraganea dell'arcidiocesi di Raipur. Nel 2021 contava 202.531 battezzati su 851.669 abitanti. È retta dal vescovo Emmanuel Kerketta.

## Territorio
La diocesi comprende il distretto di Jashpur, nello stato indiano del Chhattisgarh.
Sede vescovile è la città di Kunkuri, dove si trova la cattedrale di Nostra Signora del Rosario.
Il territorio è suddiviso in 50 parrocchie.

## Storia
La diocesi è stata eretta il 23 marzo 2006 con la bolla Ad efficacius consulendum di papa Benedetto XVI, ricavandone il territorio dalla diocesi di Raigarh.

## Cronotassi dei vescovi
Si omettono i periodi di sede vacante non superiori ai 2 anni o non storicamente accertati.
- Victor Kindo † (23 marzo 2006 - 12 giugno 2008 deceduto)
- Emmanuel Kerketta, dal 22 dicembre 2009

## Statistiche
La diocesi nel 2021 su una popolazione di 851.669 persone contava 202.531 battezzati, corrispondenti al 23,8% del totale.
| anno | popolazione | popolazione | popolazione | presbiteri | presbiteri | presbiteri | presbiteri                | diaconi | religiosi | religiosi | parrocchie |
| anno | battezzati  | totale      | %           | numero     | secolari   | regolari   | battezzati per presbitero | diaconi | uomini    | donne     | parrocchie |
| ---- | ----------- | ----------- | ----------- | ---------- | ---------- | ---------- | ------------------------- | ------- | --------- | --------- | ---------- |
| 2006 | 185.666     | 743.160     | 25,0        | 165        | 122        | 43         | 1.125                     |         | 53        | 346       | 50         |
| 2013 | 199.126     | 852.043     | 23,4        | 172        | 122        | 50         | 1.157                     |         | 58        | 384       | 50         |
| 2016 | 200.133     | 885.000     | 22,6        | 187        | 127        | 60         | 1.070                     |         | 69        | 398       | 50         |
| 2019 | 201.979     | 918.360     | 22,0        | 189        | 126        | 63         | 1.068                     |         | 69        | 406       | 50         |
| 2021 | 202.531     | 851.669     | 23,8        | 184        | 121        | 63         | 1.100                     |         | 68        | 377       | 50         |